# رگه (زمین‌شناسی)

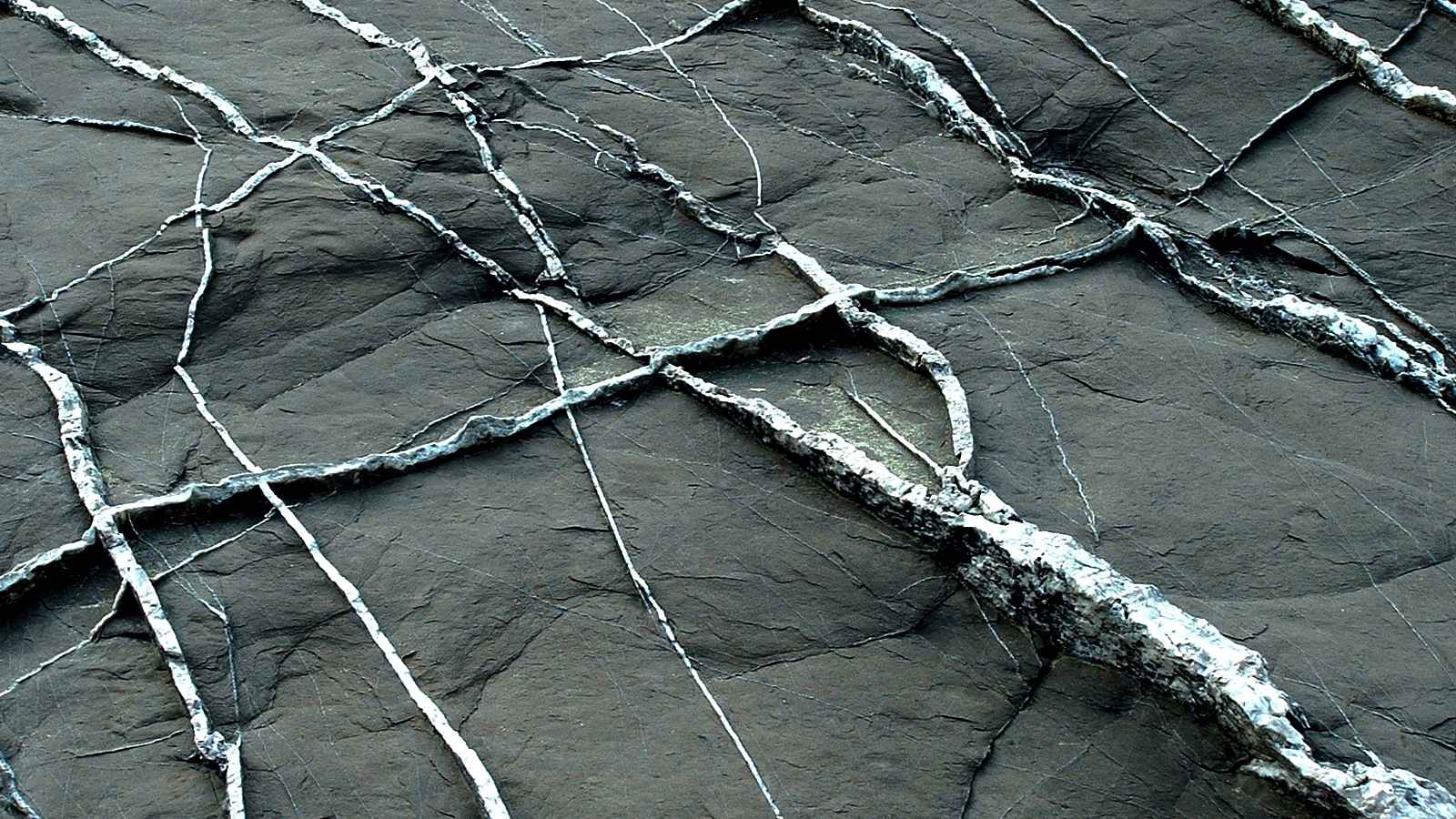
رگه‌های سفید در سنگ سیاه

رگه (انگلیسی: Vein) در زمین‌شناسی به پهنه ورقه‌مانندی از کانی‌های بلوری‌شده در سنگ گفته می‌شود. رگه زمانی شکل می‌گیرد که مواد تشکیل‌دهنده کانی توسط یک محلول آبی حمل شده و در درز و شکاف سنگ‌ها ته‌نشین می‌شود. دینامیک شاره‌ها در این فرایند معمولاً بر اثر گردش آب گرم است.